# Bank of the West Classic 1991
Il Bank of the West Classic 1991 è stato un torneo di tennis giocato sul sintetico indoor. È stata la 21ª edizione del torneo, che fa parte della categoria Tier II nell'ambito del WTA Tour 1991. Si è giocato a Oakland negli Stati Uniti, dal 4 al 10 novembre 1991.

## Campionesse

### Singolare
Martina Navrátilová ha battuto in finale  Monica Seles con il punteggio di 6–3, 3–6, 6–3

### Doppio
Patty Fendick /  Gigi Fernández hanno battuto in finale  Martina Navrátilová /  Pam Shriver con il punteggio di 6–4, 7–5